# Regmatodon pringlei
Regmatodon pringlei là một loài rêu trong họ Regmatodontaceae. Loài này được Cardot mô tả khoa học đầu tiên năm 1910.
Danh pháp khoa học của loài này chưa được làm sáng tỏ. 